# Paul Brendel
Paul Brendel (* 1902; † 27. Januar 1964) war ein deutscher Versicherungskaufmann und Mitgründer der Versicherungsgruppe HUK-Coburg.
Brendel betrieb ein Versicherungsbüro in Erfurt. Er schloss dabei unter anderem Versicherungsverträge für die Pfarrer-Kraftfahrer-Vereinigung e.V. (P.K.V.) und die Kraftfahrer-Vereinigung Deutscher Lehrer (KVDL) ab und hatte so früh Kontakt zu späteren Mitgründern der HUK-Coburg. 1933 war Brendel einer der elf Gründer der Haftpflicht-Unterstützungs-Kasse kraftfahrender Beamter Deutschland e.V., der heutigen HUK-Coburg.
Von den Mitarbeitern in Brendels Versicherungsbüro wurde in der Anfangsphase die Verwaltung der Bestände der
Haftpflicht-Unterstützungs-Kasse übernommen. Nach Ende des Zweiten Weltkriegs erhielt Brendel – Erfurt lag nun in der Sowjetischen Besatzungszone – noch eine Zeit lang den Versicherungsbetrieb der Haftpflicht-Unterstützungs-Kasse aufrecht, bevor sie durch die Sowjetische Militäradministration in Deutschland (SMAD) praktisch aufgelöst wurde.
Ihr verblieb lediglich das Recht, ihre in den westlichen Besatzungszonen ansässigen Mitglieder weiter zu betreuen. Brendel organisierte die Verbringung wichtiger Akten der Versicherungsgesellschaft in den Westen und organisierte die 1950 erfolgte Übersiedlung der HUK nach Coburg.
Brendel wurde auf der ersten Hauptversammlung der HUK nach dem Standortwechsel am 8. August 1951 zum Vorstand gewählt.
Er zog nach Coburg und blieb bis 1961 Vorstand der HUK-Coburg.